# Nuoto ai campionati europei di nuoto 2024 - Staffetta mista 4x200 metri stile libero
La gara della staffetta 4x200 metri stile libero dei campionati europei di nuoto 2024 si è svolta il 22 giugno 2024 presso il Centro Sportivo Milan Gale Muškatirović di Belgrado.

## Podio
| Pos.    | Nazione  | Atleta                                                                                             |
| ------- | -------- | -------------------------------------------------------------------------------------------------- |
| Oro     | Ungheria | Richárd Márton Balázs Holló Minna Ábrahám Nikolett Pádár Attila Kovács Boldizsár Magda Dóra Molnár |
| Argento | Polonia  | Bartosz Piszczorowicz Kamil Sieradzki Wiktoria Gusc Zuzanna Famulok Dominik Dudys Aleksandra Knop  |
| Bronzo  | Germania | Danny Schmidt Philipp Peschke Nicole Maier Leonie Kullmann Jarno Bäschnitt                         |

## Record
Prima della manifestazione record dei campionati (RC) erano il seguente.
|  | 7'26"67 | Gran Bretagna | 18 maggio 2021 Budapest |

Durante la competizione non sono stati migliorati record.

## Programma
| Data           | Ora   | Turno    |
| -------------- | ----- | -------- |
| 22 giugno 2024 | 10:30 | Batterie |
| 22 giugno 2024 | 20:25 | Finale   |

## Risultati

### Batterie
| Pos. | Batteria | Corsia | Nazione    | Atleta | Tempo       | Note |
| ---- | -------- | ------ | ---------- | --- | ----------- | ---- |
| 1    | 1        | 1      | Ungheria   | Attila Kovács (1'50"83) Boldizsár Magda (1'51"63) Dóra Molnár (2'00"18) Nikolett Pádár (2'07"33)           | 7'49"97     | Q    |
| 2    | 1        | 8      | Polonia    | Bartosz Piszczorowicz (1'50"40) Dominik Dudys (1'51"27) Wiktoria Guść (2'02"62) Aleksandra Knop (2'11"32)  | 7'55"61     | Q    |
| 3    | 1        | 5      | Germania   | Jarno Bäschnitt (1'50"78) Philipp Peschke (1'55"32) Leonie Kullmann (2'06"51) Nicole Maier (2'03"82)       | 7'56"43     | Q    |
| 4    | 1        | 4      | Serbia     | Nikola Ratkov (1'51"76) Ognjen Pilipović (1'53"68) Giulia Viacava (2'06"89) Katarina Milutinović (2'05"74) | 7'58"07     | Q    |
| 5    | 1        | 9      | Slovenia   | Janja Šegel (1'59"60) Sašo Boškan (1'54"19) Arne Furlan Štular (1'54"09) Katja Fain (2'11"10)              | 7'58"98     | Q    |
| DNS  | 1        | 0      | Finlandia  | Non partiti                                                                                                | Non partiti |      |
| DNS  | 1        | 2      | Slovacchia | Non partiti                                                                                                | Non partiti |      |
| DNS  | 1        | 3      | Israele    | Non partiti                                                                                                | Non partiti |      |
| DNS  | 1        | 6      | Svezia     | Non partiti                                                                                                | Non partiti |      |
| DNS  | 1        | 7      | Bulgaria   | Non partiti                                                                                                | Non partiti |      |

### Finale
| Pos.    | Corsia | Nazione  | Atleta | Tempo   | Note |
| ------- | ------ | -------- | --- | ------- | ---- |
| Oro     | 4      | Ungheria | Richárd Márton (1'49"43) Balázs Holló (1'46"70) Minna Ábrahám (1'58"61) Nikolett Pádár (1'55"37)            | 7'30"11 |      |
| Argento | 5      | Polonia  | Bartosz Piszczorowicz (1'48"93) Kamil Sieradzki (1'46"97) Wiktoria Guść (1'59"05) Zuzanna Famulok (2'00"13) | 7'35"08 |      |
| Bronzo  | 3      | Germania | Danny Schmidt (1'49"45) Philipp Peschke (1'48"08) Nicole Maier (1'58"28) Leonie Kullmann (1'59"75)          | 7'35"56 |      |
| 4       | 2      | Slovenia | Sašo Boškan (1'48"23) Primož Šenica Pavletič (1'51"71) Janja Šegel (1'56"90) Katja Fain (2'00"79)           | 7'37"63 |      |
| 5       | 6      | Serbia   | Nikola Ratkov (1'51"54) Ognjen Pilipović (1'53"34) Giulia Viacava (2'05"08) Katarina Milutinović (2'03"22)  | 7'53"18 |      |